# Servizio Informazioni Generali e Sicurezza Interna
Der Servizio Informazioni Generali e Sicurezza Interna (Sigsi) (dt.: Dienst für allgemeine Nachrichten und innere Sicherheit) war ein italienischer Nachrichtendienst. Er unterstand dem Innenministerium in Rom. Der Sigsi übernahm bis zu seiner Auflösung im Jahr 1978 die Aufgaben einer politischen Polizei.

## Geschichte

### 1867–1916
An die Gründung einer politischen Polizei wurde in Italien bereits wenige Jahre nach der Einigung des Landes gedacht. Am 4. April 1867 forderte der damalige Ministerpräsident Bettino Ricasoli in einem Schreiben an den Innenminister die Einrichtung von polizeilichen Dienststellen, die die politischen, sozialen und wirtschaftlichen Bedürfnisse des Volkes untersuchen sollten, um Straftaten vorzubeugen. Er wies auch ausdrücklich auf den Zusammenhang zwischen sozialen Problemen und kriminellen Handlungen hin.
Andererseits sollten die Präfekten in den Provinzen monatliche Berichte über die Lage und Befindlichkeit der Menschen, sowie über die Aktivitäten von politischen Organisationen und der örtlichen Presse an die Regierung in Rom senden. Die hierzu notwendigen Informationen sammelten vor allem auch Angehörige des Corpo delle Guardie di Pubblica Sicurezza, der Vorgängerorganisation der heutigen Polizia di Stato. Diese Beamten gerieten in Süditalien bald als Spione in Verruf, in Norditalien gerieten sie vor allem nach der Einführung der so genannten Mahlsteuer (De-facto-Steuer auf das Brot) ins Fadenkreuz vorsozialistischer und anarchistischer Gruppierungen.
Nachdem ein Anarchist einen Anschlag auf den König verübt hatte, beschloss die Regierung 1878 eine Reform der Polizeiabteilung des Innenministeriums. Erst jetzt entstand die 1867 von Ricasoli geforderte Dienststelle „für politische und vertrauliche Angelegenheiten“. In Absprache mit dem Außenministerium konnten auch einige Polizisten an italienischen Botschaften im europäischen Ausland als Verwaltungsbeamte akkreditiert werden, die in den jeweiligen Ländern die Aktivitäten dort ansässiger italienischer Anarchisten, Sozialisten und Republikaner beobachteten.
Im Inland verschärften sich die Maßnahmen der politischen Polizei besonders unter der Regierung Francesco Crispis, der in Italien unter dem Deckmantel der liberalen und demokratischen Grundordnung der Verfassung von 1848 (Statuto Albertino) einen autoritären Staat schaffen wollte. 1894 begann man mit der Einrichtung eines zentralen Archivs, in dem Daten von zahlreichen als politisch gefährlich eingestuften Personen gesammelt wurden. Nach Crispis Rücktritt verschärften sich die durch seine Politik entstandenen Spannungen noch weiter, bis sie sich im Mai 1898 in Mailand in einem Aufstand entluden, der vom örtlichen Militärkommandanten Fiorenzo Bava Beccaris blutig niedergeschlagen wurde. Auch in anderen Städten wehrte sich die Bevölkerung gegen die autoritäre Politik der Regierung.

### 1916–1926
Im September 1916 entstand in der Polizeiabteilung des Innenministeriums das neue Ufficio Centrale di Investigazione. In diesem von Polizeidirektor Giovanni Gasti geschaffenen „Zentralen Ermittlungsbüro“ fasste man alle bisherigen politischen Polizeidienststellen nach modernen Kriterien zusammen. Während des Ersten Weltkriegs befasste sich dieses „Büro“ u. a. auch mit Defaitismus und Spionageabwehr, kurz danach mit dem scharfen Extremismus von Links (Gründung der KPI) und Rechts. Gasti selbst schrieb im Juni 1919 noch einen (später) vielbeachteten Bericht über Mussolinis Faschisten.
Nach dem faschistischen Anschlag auf den Abgeordneten Giacomo Matteotti leitete Mussolini die Beseitigung des demokratischen Staates ein. Zur Sicherung seines diktatorischen Regimes forderte er die Aufstellung einer von ihm als „faschistische Tscheka“ bezeichneten parteieigenen Geheimpolizei. Im Gegensatz zum professionell arbeitenden, aber nun als politisch unzuverlässig eingestuften Ufficio Centrale di Investigazione bestand Mussolinis erste Geheimpolizei aus ehemaligen Schlägertrupps, die besonders beim Fall Matteotti den Duce selbst in Gefahr gebracht hatten. Die politische Parteipolizei, die dem Chef der Miliz Emilio De Bono unterstand, wurde schon 1926 aufgelöst.

### 1926–1948
Neuer Polizeichef wurde Arturo Bocchini, der bis zu seinem Tod 1940 sowohl die reguläre Polizei (Polizia di Stato) als auch die 1927 gegründete Geheimpolizei OVRA leitete und letztere mit verlässlichem Personal stark ausbaute. Nicht nur Regimegegner und Dissidenten wurden ausspioniert und verfolgt, auch die einfache Bevölkerung wurde systematisch ausgehorcht. Formal unterstand die OVRA der politischen Polizeiunterabteilung weiterhin. 1943 löste man sie nach der Absetzung Mussolinis zunächst auf. Teile der Organisation waren bis 1945 für die Repubblica Sociale Italiana in Norditalien tätig. Das 1894 geschaffene Zentralarchiv, das von den Faschisten unter Missachtung der Menschenrechte enorm ausgeweitet worden war, übernahm das demokratische Italien zunächst.
Die 1943 von den Alliierten aufgelöste politische Polizeiunterabteilung des Dipartimento di Pubblica Sicurezza des italienischen Innenministeriums wurde schon im Februar 1946 wieder eingerichtet. Im Rahmen dieser Unterabteilung schuf man unter dem sozialistischen Innenminister Giuseppe Romita auch den Servizio Informazioni Speciali (SIS), in dem vorwiegend ehemalige Mitarbeiter der OVRA Arbeit fanden. Mit dem SIS schuf man formal ein neues politisches Polizeiorgan, das jedoch aus praktischen Gründen auf die Erfahrung ehemaliger OVRA-Mitglieder angewiesen war. Auch in der Provinz arbeiteten die Präfekturen über ihre politischen Büros der politischen Polizeiunterabteilung des Innenministeriums in bewährter Weise zu.

### 1948–1970
Im Rahmen einer Reform wurde der SIS und die politische Polizeiunterabteilung schon 1948 in der neuen „Unterabteilung für vertrauliche Angelegenheiten“ (divisione affari riservati) vereinigt, die dem Chef der Polizeiabteilung (dipartimento di pubblica sicurezza) des Innenministeriums unmittelbar unterstand. Chef der neuen Unterabteilung wurde bis 1958 Gesualdo Barletta, ein ehemaliger OVRA-Direktor, der zahlreiche „Ehemalige“ in seinen Stab berief. Dies bewirkte u. a., dass der Geist des faschistischen Spitzelsystems noch über Jahrzehnte im demokratischen und republikanischen Italien fortlebte.

### 1970–1978
Der Servizio Informazioni Generali e Sicurezza Interna entstand durch einen Erlass vom 24. November 1970 durch eine Umbenennung der Divisione Affari Riservati (Teile der Unterabteilung bestanden bis 1974 weiter). Als Außenstellen dienten dem SIGSI wiederum die „politischen Büros“ der Präfekturen in den Provinzen. Von der Arbeitsweise her war der SIGSI vor allem ein Nachrichtendienst und weniger ein politisches Polizeiorgan. In letzterem Bereich griff man bei Bedarf auf die italienischen Polizeien zurück. 1974 entstand aus verbliebenen Teilen der Divisione Affari Riservati das Ispettorato Generale per l'Azione contro il Terrorismo und aus diesem 1975 der auf den Terrorismus spezialisierte Servizio di Sicurezza (SDS), der im Gegensatz zum SIGSI auch über eigene Spezialeinheiten verfügte und polizeiliche Operationen durchführte ohne auf die territoriale Struktur der Präfekturen Rücksicht nehmen zu müssen. Andererseits war der SDS auf die umfassende Informationsbasis des SIGSI angewiesen, was nicht selten zu Streitigkeiten und Rivalitäten führte. Diese Probleme nahmen ein abruptes Ende, als das italienische Parlament im Herbst 1977 ein Gesetz verabschiedete, mit dem die Nachrichtendienste grundlegend reformiert wurden.
Mit dieser Reform wurde eine Trennung zwischen Polizei und Nachrichtendiensten durchgesetzt. Die militärischen Dienste verloren bis auf die Spionageabwehr alle Zuständigkeiten im Inland. Der SIGSI ging im Wesentlichen im neuen Verfassungsschutzdienst SISDE auf, der Servizio di Sicurezza im polizeilichen Staatsschutz (Ufficio Centrale per le Investigazioni Generali e le Operazioni Speciali, heute Polizia di Prevenzione und DIGOS genannt). Die Reformen wurden im Jahr 1978 umgesetzt.
Mit dem Gesetz über die Reform der italienischen Nachrichtendienste vom 3. August 2007 wurden die Aufgaben des bisherigen Inlandsnachrichtendienstes SISDE von der neuen Agenzia Informazioni e Sicurezza Interna übernommen.